# Shekalim
Shekalim es el cuarto tratado del orden de Moed de la Mishná, este tratado habla sobre el impuesto que se debía de pagar antiguamente cada año para hacer posible el mantenimiento y el debido funcionamiento del Templo de Jerusalén, no existe una Guemará sobre el tratado en el Talmud de Babilonia, pero si que hay una en el Talmud de Jerusalén, y esta última a menudo se suele imprimir en las ediciones del Talmud Babilónico. Asimismo existe una Tosefta sobre el tratado de Shekalim.
El orden de Moed (en hebreo: מועד) (en español: "Festividades") es el segundo orden de la Mishná, el primer registro escrito de la Torá oral del pueblo judío (también la Tosefta y el Talmud). De los 6 órdenes de la Mishná, Moed es el tercer orden más corto. El orden de Moed consta de 12 tratados.
La Mishná (en hebreo: מִשְׁנָה, ‘estudio, repetición’) es un cuerpo exegético de leyes judías compiladas, que recoge y consolida la tradición oral judía desarrollada durante siglos desde los tiempos de la Torá o ley escrita, hasta su codificación a manos del rabino Yehudah Hanasí (también llamado el Príncipe), hacia finales del siglo II.